# Bartłomiej Matejczyk
Bartłomiej Matejczyk (ur. 12 grudnia 1984 roku) – polski siatkarz, grający na pozycji rozgrywającego.
Karierę zawodniczą rozpoczynał w Skrze Bełchatów. W kategorii seniorów grał w jej rezerwowej drużynie, z którą w 2004 roku awansował do na zaplecze Polskiej Ligi Siatkówki. Potem  reprezentował barwy AZS PWSZ Nysa i SPS Zduńska Wola. Na sezon 2006/2007 powrócił do Bełchatowa, by ponownie występować w zespole rezerw miejscowej Skry.
Po tym jak Skra II Bełchatów zamieniała się ligami z Siatkarzem Wieluń Bartek Matejczyk występuje w Wieluniu. Od sezonu 2012/2013 będzie ponownie występował w AZS PWSZ Nysa.
Na swoim koncie ma również m.in. powołanie do reprezentacji kraju w kategorii juniorów.